# 松穗卷柏
松穗卷柏（学名：Selaginella laxistrobila）为卷柏科卷柏属下的一个种。

## 扩展阅读
- 維基物種上的相關：松穗卷柏